# Campagna delle isole Aleutine
La campagna delle isole Aleutine vide scontrarsi le forze statunitensi contro l'Impero giapponese, nelle uniche azioni di guerra anche terrestri che coinvolsero una area insulare degli Stati Uniti. Le Isole Aleutine, un arcipelago proteso nel mare che collega grosso modo l'Alaska con la Kamčatka, durante la seconda guerra mondiale rappresentarono delle posizioni di importanza strategica contese da entrambi gli schieramenti nell'ambito della lotta nell'Oceano Pacifico.
Le ostilità in questo settore si accesero quando il 3 giugno 1942 una piccola forza giapponese occupò le isole di Attu e Kiska, ma la lontananza geografica delle isole e le difficoltà dovute al clima e all'orografia fecero in modo che solo un anno dopo le forze statunitensi, con grande sforzo, riuscirono a riconquistare le isole e cacciare gli invasori. 
Già nel 1935 il generale Billy Mitchell indicò l'Alaska e le Isole Aleutine come importanti posizioni strategiche per il dominio che potevano garantire sull'Oceano Pacifico, e appunto questa importanza tra il 1942 e il 1943 rese queste isole un insolito teatro di scontro tra americani e giapponesi.
A causa della contemporaneità della campagna delle Aleutine con battaglie molto importanti, quali Guadalcanal e Midway, questo conflitto "periferico" passò alla storia come la "battaglia dimenticata", considerata per molto tempo, erroneamente, un'azione diversiva giapponese.

## L'attacco giapponese
Il 3 giugno 1942, bombardieri giapponesi attaccarono Dutch Harbor nell'Isola di Unalaska con l'impiego dei Nakajima B5N partiti dalle portaerei leggere Jun'yō e Ryūjō.
Solo la metà degli aerei, a causa del maltempo e della fitta nebbia, colpirono le abitazioni sull'isola, causando però lievi danni. Successivamente i giapponesi invasero le isole di Kiska (6 giugno 1942), e Attu (7 giugno), incontrando pochissima resistenza dalla popolazione Aleutina, che in gran parte era già stata evacuata nei campi nel sud-est dell'Alaska.

## La risposta statunitense
Appena gli Stati Uniti videro in pericolo il proprio suolo, nell'agosto dello stesso anno, venne realizzata una base aerea sull'isola di Adak, all'estremo ovest della cintura di isole, da dove partire per le azioni di bombardamento delle posizioni giapponesi di Kiska.

### Battaglia delle Isole del Commodoro
Le isole del Commodoro, sono delle isole sotto il dominio sovietico, facenti parte della cintura all'estremo ovest delle Aleutine. Vicino a queste zone, passavano i convogli di rifornimenti nipponici destinati ad Attu e Kiska.
Proprio per interdire questo passaggio di rinforzi, una forza navale statunitense, il 27 marzo, comandata dall'ammiraglio Charles "Soc" McMorris ingaggiò una battaglia con delle navi giapponesi dirette ad Attu. Da allora, i rifornimenti giapponesi avvennero solo tramite sommergibili.

## Stasi invernale

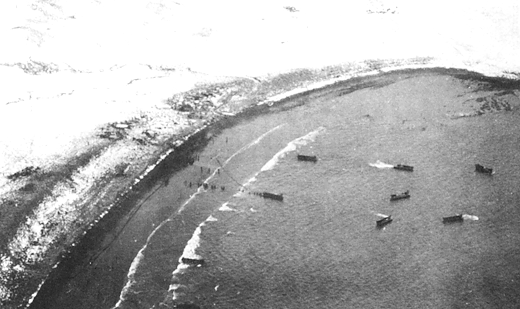
Sbarco americano ad Amchitka

Dopo le prime incursioni aeree statunitensi, che non ebbero alcun effetto, il fronte si imbatté in una fase di stasi nelle operazioni, dovuta alle condizioni atmosferiche riscontrabili a latitudini così elevate.

In questo periodo furono poche le azioni di entrambi gli schieramenti:
- il 16 ottobre venne affondato un cacciatorpediniere giapponese[7]
- il 29 ottobre i giapponesi rioccuparono Attu, temporaneamente sgombrata nel settembre per rinforzare Kiska[8].
- il 12 gennaio un piccolo contingente americano al comando del generale Lloyd E.Jones occupò senza incontrare resistenza l'isola di Amchitka, perdendo però un cacciatorpediniere finito contro gli scogli[9].
- Di tutta risposta il 16 febbraio i giapponesi attaccarono l'isola di Kamchitka, dove gli americani costruirono in breve tempo una pista di decollo per i caccia[10].
- Il 18 febbraio due incrociatori e 4 cacciatorpediniere americani, al comando del contrammiraglio Mc Morris, bombardarono le installazioni nipponiche sull'isola di Attu[11].

## Ripresa delle ostilità
Nell'aprile 1943 i comandi americani nel Pacifico, pianificarono una serie di attacchi per la conquista delle isole di Attu e Kiska, occupate dai nipponici, impiegando massicciamente forze navali e terrestri.

### Isola di Attu
Il 4 maggio con un giorno di ritardo sul previsto per il maltempo, salpò da Cold Harbor il convoglio statunitense destinato all'invasione dell'isola di Attu. A causa di forti venti contrari, durante la navigazione il giorno dello sbarco fu spostato di altri 3 giorni, cioè all'11 maggio. L'11 maggio 1943, dopo una stasi invernale quasi assoluta dovuta al maltempo, gli americani iniziarono il primo passo dell'offensiva, ossia la riconquista dell'isola di Attu. Mentre il giorno precedente la guarnigione nipponica dell'isola, posta in allarme una settimana prima contro il pericolo di un'invasione statunitense in seguito a segnalazioni del servizio informazioni nipponico, abbandona lo stato d'allarme nella convinzione che gli statunitensi avrebbero rinunciato all'operazione, date anche le proibitive condizioni del mare.

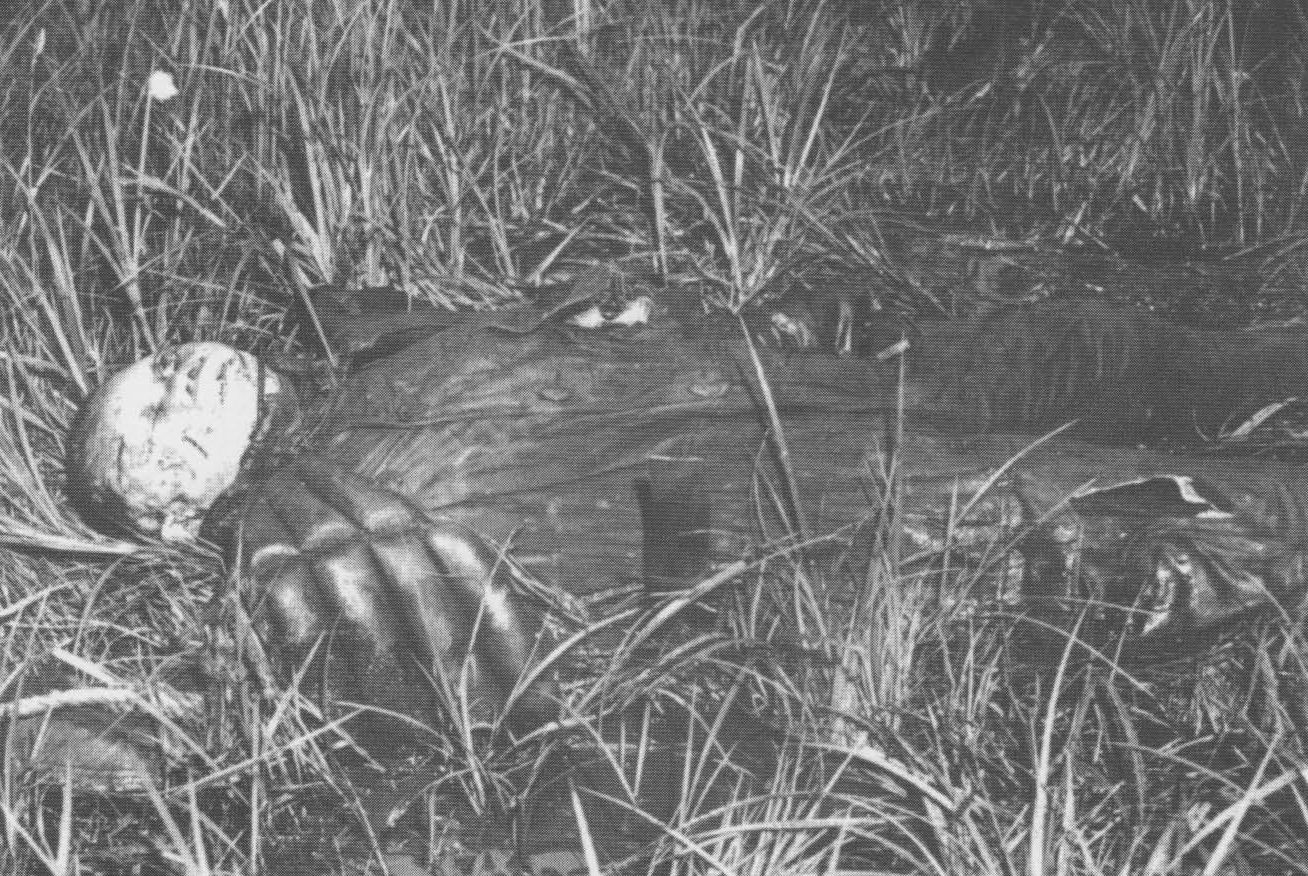
Il cadavere di Tadayoshi Koga, pilota di un Mitsubishi Zero, abbattuto il 4 giugno 1942 presso l'Isola di Akutan

La forza d'invasione era composta dalla 7ª divisione di fanteria statunitense, dalla forza navale Task Force 16 e da un gruppo di reclute dell'Alaska, note come Castner's Cutthroats (tagliagola di Castner) guidate appunto dal colonnello Lawrence V. Castner. 
I preparativi furono molto difficili: il clima burrascoso e le temperature polari fecero sì che molti soldati soffrissero di problemi dovuti al freddo intenso, inoltre le forniture arrivavano in modo irregolare e le evacuazioni e gli sbarchi degli uomini erano intermittenti. 
I difensori giapponesi comandati dal colonnello Yasuyo Yamasaki offrirono poi una resistenza accanita non sulle spiagge, bensì nell'entroterra dell'isola, su un terreno montano, con difese naturali e da posizioni elevate, provocando numerose perdite agli invasori: 579 morti, 1 148 feriti, 1 200 colpiti da lesioni dovute al freddo, 614 ammalati, oltre a 318 morti per varie cause, tra le quali trappole esplosive e fuoco amico.
Il 29 maggio avvenne l'ultimo, suicida, contrattacco giapponese, vicino a Massacre Bay (Baia del Massacro) in uno dei maggiori attacchi Banzai della campagna del Pacifico. 
L'attacco, guidato dal colonnello Yamasaki, penetrò nelle linee americane ma dopo un furioso e brutale combattimento a distanza ravvicinata, spesso corpo a corpo, la forza giapponese fu praticamente annientata: solo 28 prigionieri giapponesi si salvarono, tra di loro nessun ufficiale. 
I giorni immediatamente successivi, gli statunitensi contarono 2 351 morti giapponesi, senza contare i possibili morti dispersi dovuti ai bombardamenti americani.

### Isola di Kiska

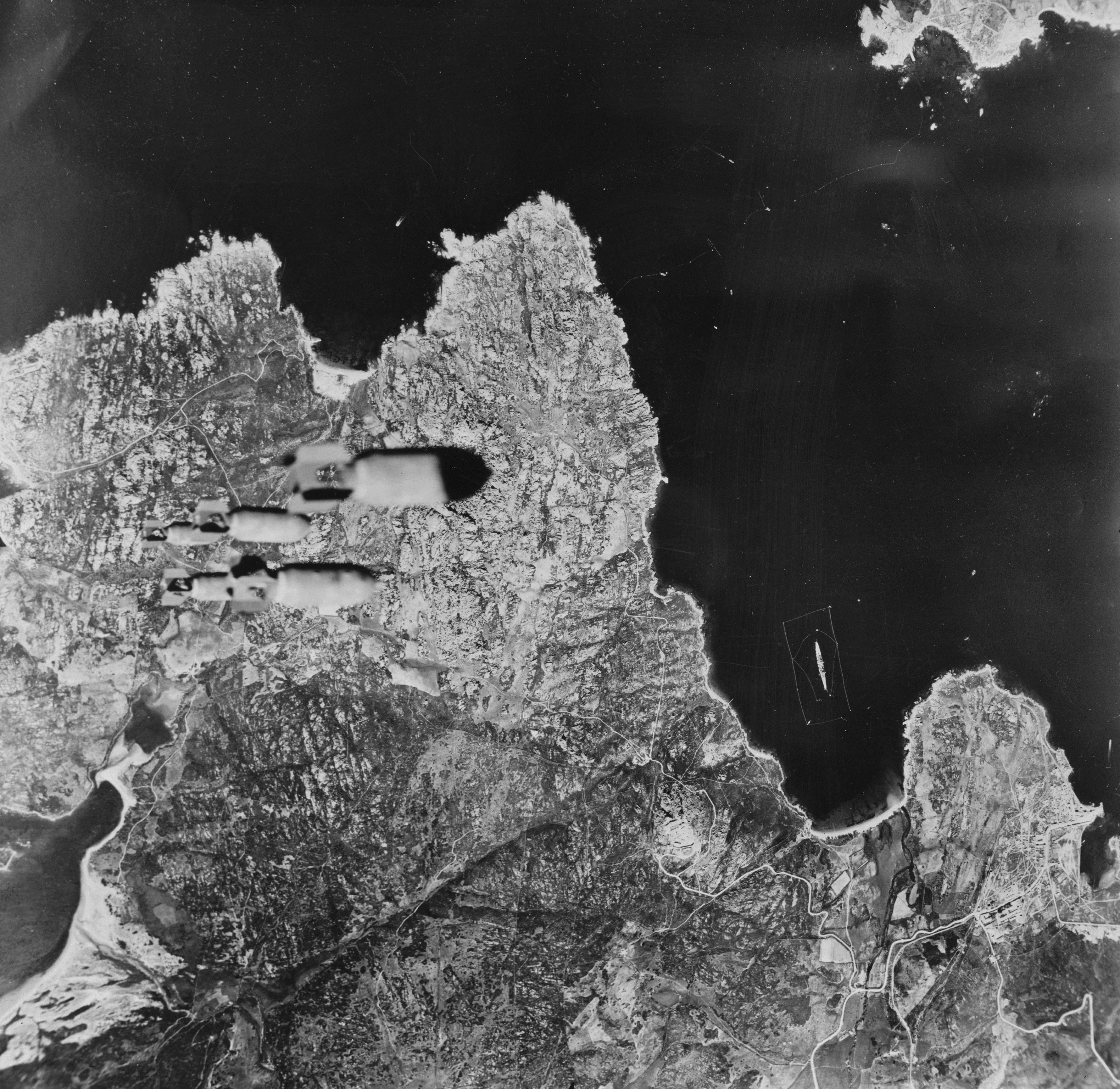
Immagine presa da un bombardiere americano mentre attacca Kiska

Il 15 agosto 1943, una forza d'invasione composta da 34 426 uomini, sbarcò ad intervalli, sull'isola di Kiska, di cui faceva parte la brigata di Castner, la 13ª Brigata di fanteria canadese della 6ª divisione di fanteria, oltre che la 7ª USA.
Nelle forze canadesi era inclusa anche la First Special Service Force, conosciuta anche come la "brigata del Diavolo". 
L'imponente forza da sbarco scoprì però l'isola abbandonata: sotto la copertura della nebbia, i giapponesi avevano evacuato con successo le loro truppe il 28 luglio, senza che gli Alleati se ne accorgessero. 
Nonostante tutto però gli invasori persero 313 uomini, a causa del fuoco amico, delle trappole giapponesi, di malattie e congelamento.

## Esito
Anche se i piani erano stati elaborati per attaccare da nord il Giappone, questi non furono comunque attuati, ci furono però dalle Aleutine, oltre 1 500 sortite contro le Isole Curili prima della fine della guerra, anche contro la base giapponese di Paramushir, che causò l'evacuazione di 500 aerei e 41 000 uomini dalla base. Per la prima volta, nelle Aleutine, ci fu la partecipazione di coscritti canadesi e il primo dispiegamento della forza speciale First Special Service Force, anche se non prese parte a combattimenti.
Durante la campagna due cimiteri furono creati ad Attu per seppellire i morti in azione: il Little Fall Cemetery situato ai piedi di Gilbert Ridge, e l'Holtz Bay Cemetery situato nella Baia di Holtz, con le salme dei caduti delle forze sbarcate a nord. Dopo la guerra però, la tundra ghiacciata cominciò a rovinare i cimiteri così, nel 1946, le salme furono spostate a Fort Richardson vicino ad Anchorage, in Alaska, come indicato dalle famiglie dei caduti.

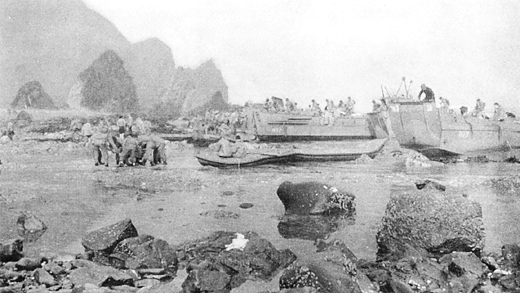
Sbarco alleato a Kiska

## La campagna nei media
Nel 2006 venne realizzato un documentario dal titolo Red White Black & Blue che parla della battaglia di Attu, con la partecipazione di due veterani della battaglia, Bill Jones e Andy Petrus. Diretto da Tom Putnam, il documentario ha debuttato al Festival di Locarno il 4 agosto 2006.
Il sergente Dashiell Hammett trascorse la maggior parte della seconda guerra mondiale nelle Isole Aleutine, dove curò il giornale dell'esercito, colpito da enfisema che lo fece dimettere dall'esercito, è coautore del libro La battaglia delle Isole Aleutine con il caporale Robert Colodny.